# Alleanza Progressista
L'Alleanza Progressista (in inglese Progressive Alliance) è un'organizzazione internazionale di partiti politici, fondata nel 2013, per superare l'Internazionale Socialista e raccogliere partiti di centro-sinistra non esclusivamente di tradizione socialista.
È nata per iniziativa dell'SPD tedesca che, tramite i suoi dirigenti Sigmar Gabriel e Hans-Jochen Vogel, ha mosso diverse critiche all'Internazionale Socialista, considerata povera di prospettiva e accusata di continuare ad ammettere tra i partiti aderenti anche movimenti autoritari e/o dittatoriali.
Dopo una prima conferenza tenutasi a Roma il 14 e il 15 dicembre 2012, la nascita ufficiale di Alleanza Progressista è stata a Lipsia il 22 maggio 2013, con la partecipazione di circa 70 partiti da tutto il mondo, così come anche dell'Alleanza Progressista dei Socialisti e dei Democratici, della Confederazione Sindacale Internazionale, e di Solidar.

## Partiti membri[9]

### Africa
| Stato              | Partito                                                       |
| ------------------ | ------------------------------------------------------------- |
| Algeria            | Fronte delle Forze Socialiste                                 |
| Burkina Faso       | Movimento del Popolo per il Progresso                         |
| Burkina Faso       | Partito per la Democrazia e il Progresso - Partito Socialista |
| Camerun            | Fronte Social Democratico                                     |
| Rep. Centrafricana | Movimento per la Liberazione del Popolo Centrafricano         |
| RD del Congo       | Unione per la Democrazia e il Progresso Sociale               |
| Rep. del Congo     | Convergenza dei Cittadini                                     |
| Costa d'Avorio     | Unione Cap per la Democrazia e lo Sviluppo                    |
| Egitto             | Partito Socialdemocratico Egiziano                            |
| Eritrea            | Partito Democratico Popolare Eritreo                          |
| Ghana              | Congresso Democratico Nazionale                               |
| Guinea             | Raggruppamento del Popolo Guineano                            |
| Guinea Equatoriale | Convergenza per la Democrazia Sociale                         |
| Kenya              | Partito Laburista del Kenya                                   |
| Marocco            | Unione Socialista delle Forze Popolari                        |
| Mauritania         | Raggruppamento delle Forze Democratiche                       |
| Mauritius          | Movimento Militante Mauriziano                                |
| Niger              | Partito Nigerino per la Democrazia e il Socialismo            |
| Sahara Occidentale | Fronte Polisario                                              |
| Senegal            | Partito Socialista del Senegal                                |
| Sudafrica          | Congresso Nazionale Africano                                  |
| Swaziland          | Partito Democratico Swazi                                     |
| Swaziland          | Movimento Democratico Unito delle Persone                     |
| Tanzania           | Chama Cha Mapinduzi                                           |
| Tunisia            | Forum Democratico per il Lavoro e le Libertà                  |
| Zimbabwe           | Movimento per il Cambiamento Democratico                      |
| Zimbabwe           | Partito Democratico del Popolo                                |

### America
| Stato               | Partito                                                                   |
| ------------------- | ------------------------------------------------------------------------- |
| Argentina           | Partito Socialista                                                        |
| Argentina           | Gen Party                                                                 |
| Bolivia             | Movimento per il Socialismo                                               |
| Brasile             | Partito dei Lavoratori                                                    |
| Brasile             | Partito Socialista Brasiliano                                             |
| Canada              | Nuovo Partito Democratico                                                 |
| Cile                | Partito per la Democrazia                                                 |
| Cile                | Partito Socialista del Cile                                               |
| Costa Rica          | Partito Azione Cittadina                                                  |
| Rep. Dominicana     | Partito Rivoluzionario Dominicano                                         |
| Messico             | Partito della Rivoluzione Democratica                                     |
| Messico             | Movimento Cittadino                                                       |
| Nicaragua           | Movimento del Rinnovamento Sandinista                                     |
| Paraguay            | Paese Solidale                                                            |
| Saint Lucia         | Partito Laburista                                                         |
| Sao Tome e Principe | Movimento di Liberazione di São Tomé e Príncipe/Partito Socialdemocratico |
| Stati Uniti         | Partito Democratico                                                       |
| Uruguay             | Partito Socialista dell'Uruguay                                           |

### Asia
| Stato         | Partito                                               |
| ------------- | ----------------------------------------------------- |
| Bahrein       | Wa'ad                                                 |
| Birmania      | Partito Democratico per una Nuova Società             |
| Corea del Sud | Partito Democratico                                   |
| Filippine     | Akbayan                                               |
| Giordania     | Partito Socialdemocratico di Giordania                |
| India         | Associazione per il Socialismo Democratico            |
| India         | Congresso Nazionale Indiano                           |
| Indonesia     | Partito Nasdem                                        |
| Indonesia     | Partito Democratico Indonesiano di Lotta              |
| Iran          | Partito Democratico del Kurdistan Iraniano            |
| Iran          | Partito Komala del Kurdistan Iraniano (parte del PCI) |
| Iran          | Partito Komala del Kurdistan                          |
| Iraq          | Partito Democratico Socialista del Kurdistan          |
| Iraq          | Unione Patriottica del Kurdistan                      |
| Israele       | I Democratici                                         |
| Libano        | Partito Socialista Progressista                       |
| Malaysia      | Partito d'Azione Democratica                          |
| Mongolia      | Partito del Popolo Mongolo                            |
| Nepal         | Partito del Congresso Nepalese                        |
| Palestina     | Fatah                                                 |
| Palestina     | Iniziativa Nazionale Palestinese                      |
| Siria         | Partito Democratico del Popolo Siriano                |
| Timor-Est     | Fronte Rivoluzionario di Timor Est Indipendente       |
| Turchia       | Partito Popolare Repubblicano                         |
| Turchia       | Partito Democratico dei Popoli                        |
| Yemen         | Partito Socialista Yemenita                           |

### Europa
| Stato                        | Partito                                            |
| ---------------------------- | -------------------------------------------------- |
| Austria                      | Partito Socialdemocratico d'Austria                |
| Belgio (Comunità fiamminga)  | Vooruit                                            |
| Belgio (Comunità francofona) | Partito Socialista                                 |
| Bielorussia                  | Partito Socialdemocratico                          |
| Bosnia ed Erzegovina         | Partito Socialdemocratico                          |
| Bulgaria                     | Partito Socialista Bulgaro                         |
| Croazia                      | Partito Socialdemocratico di Croazia               |
| Cipro                        | Movimento dei Socialdemocratici - EDEK             |
| Cipro                        | Partito Democratico                                |
| Cipro del Nord               | Partito Turco Repubblicano                         |
| Rep. Ceca                    | Partito Socialdemocratico Ceco                     |
| Danimarca                    | Socialdemocratici                                  |
| Finlandia                    | Partito Socialdemocratico Finlandese               |
| Francia                      | Partito Socialista                                 |
| Georgia                      | Sogno Georgiano                                    |
| Germania                     | Partito Socialdemocratico di Germania              |
| Grecia                       | Movimento Socialista Panellenico                   |
| Irlanda                      | Partito Laburista                                  |
| Italia                       | Partito Democratico                                |
| Lettonia                     | Partito Socialdemocratico "Armonia"                |
| Lituania                     | Partito Socialdemocratico di Lituania              |
| Lussemburgo                  | Partito Operaio Socialista Lussemburghese          |
| Macedonia del Nord           | Unione Socialdemocratica di Macedonia              |
| Moldavia                     | Partito Democratico della Moldavia                 |
| Montenegro                   | Partito Democratico dei Socialisti del Montenegro  |
| Montenegro                   | Partito Socialdemocratico del Montenegro           |
| Norvegia                     | Partito Laburista                                  |
| Paesi Bassi                  | Partito del Lavoro                                 |
| Polonia                      | Alleanza della Sinistra Democratica                |
| Portogallo                   | Partito Socialista                                 |
| Regno Unito                  | Partito Laburista                                  |
| Romania                      | Partito Socialdemocratico                          |
| Serbia                       | Partito Democratico                                |
| Serbia                       | Partito Socialdemocratico                          |
| Slovacchia                   | Direzione - Socialdemocrazia                       |
| Slovacchia                   | Socialdemocratici                                  |
| Slovenia                     | Socialdemocratici                                  |
| Spagna                       | Partito Socialista Operaio Spagnolo                |
| Svezia                       | Partito Socialdemocratico dei Lavoratori di Svezia |
| Svizzera                     | Partito Socialista Svizzero                        |
| Ungheria                     | Partito Socialista Ungherese                       |

### Oceania
| Stato         | Partito                        |
| ------------- | ------------------------------ |
| Australia     | Partito Laburista Australiano  |
| Nuova Zelanda | Partito Laburista Neozelandese |

### Organizzazioni
| Organizzazione | Partito                                                |
| -------------- | ------------------------------------------------------ |
| Unione europea | Partito del Socialismo Europeo                         |
| Unione europea | Alleanza Progressista dei Socialisti e dei Democratici |
| Unione europea | Giovani Socialisti Europei                             |
| Unione europea | Fondazione europea di studi progressisti               |
| Unione europea | Solidar                                                |
| Mondo          | Confederazione Sindacale Internazionale                |